# Tarzan (1999)
Tarzan is een Amerikaanse animatiefilm uit 1999 van Walt Disney Pictures. Het scenario kwam van Tab Murphy en de muziek van Phil Collins en Mark Mancina. Het is de 37e lange animatiefilm van Disney.

## Verhaal
Een schip verdwijnt brandend in de golven. Alleen een jong gezin bestaande uit een man, een vrouw en hun baby overleeft de ramp. Ze belanden in de Afrikaanse jungle, alwaar ze een boomhut bouwen. In diezelfde jungle woont een groep gorilla's onder leiding van de zilverrug Kerchak. Kerchak en zijn vrouw Kala hebben een kind, dat echter het slachtoffer wordt van de luipaard Sabor. Niet veel later vindt Kala de boomhut. Sabor blijkt daar ook te hebben toegeslagen en de twee mensen te hebben gedood, alleen de baby leeft nog. Kala weet de baby te redden van Sabor en besluit zich over hem te ontfermen. Ze geeft hem de naam Tarzan.
Enkele jaren later heeft de jonge Tarzan moeite mee te komen met de andere gorilla's daar hij anders is. Uiteindelijk wordt hij vrienden met de gorilla Tuk en de olifant Tantor. Hij weet dat Kerchak hem niet mag. In de daaropvolgende jaren ontwikkelt Tarzan alle instincten van een aap en leert alles over de jungle en zijn gevaren. Als volwassene is hij al deze vaardigheden meester en beschikt hij over fysieke vaardigheden gelijk aan die van een topatleet. Wanneer de groep wordt aangevallen door Sabor, doodt Tarzan de luipaard.
Op een dag arriveren er andere mensen in de jungle: professor Porter, zijn dochter Jane en hun gids Clayton. Ze zijn op zoek naar gorilla's. Tarzan redt Jane van een groep bavianen en wordt steeds nieuwsgieriger naar deze wezens die op hem lijken. Jane en haar vader beseffen dat Tarzan door gorilla's is grootgebracht en hun wellicht meer over de gorilla's kan leren. Ze leren Tarzan de Engelse taal en vertellen hem over de menselijke beschaving. Tarzan wil Jane en haar vader echter niet naar de gorilla's brengen, in het besef dat Kerchak hen dan zeker zal doden.
Na verloop van tijd zit het verblijf van Jane en haar vader erop en arriveert het schip dat hen terug naar Engeland zal brengen. Clayton overtuigt Tarzan dat Jane wellicht blijft als ze gorilla's te zien krijgt, waarna Tarzan het drietal naar het gorillakamp brengt. Die avond toont Kala Tarzan de boomhut waarin ze hem gevonden heeft. Tarzan besluit hierop met Jane en haar vader mee te gaan naar Engeland.
Wanneer ze aan boord gaan van het schip blijkt er echter een muiterij te zijn gepleegd, geleid door Clayton. Hij en zijn helpers willen de gorilla's vangen voor het geld dat veel dierentuinen ervoor betalen. Tarzan, Jane, de professor en de andere bemanningsleden worden opgesloten, maar kunnen ontsnappen dankzij Tantor en Tuk. Tarzan confronteert Clayton en zijn mannen. Claytons handlangers zijn snel uitgeschakeld. Clayton zelf probeert Tarzan neer te schieten, maar Kerchak springt ervoor. Tarzan jaagt Clayton een boom in, waar hij hem vastbindt met lianen. Clayton probeert zichzelf te bevrijden met zijn kapmes, maar merkt niet dat er een liaan om zijn nek gewikkeld zit. Hierdoor hangt hij zichzelf per ongeluk op.
Kerchak overleeft het geweerschot niet, maar accepteert net voor zijn dood Tarzan eindelijk als zijn zoon en opvolger. Jane en haar vader besluiten niet terug naar Engeland te gaan, maar bij Tarzan in de jungle te blijven.

## Rolverdeling
| Acteur          | Personage                      | Nederlandse stem   | Vlaamse stem         |
| --------------- | ------------------------------ | ------------------ | -------------------- |
| Alex D. Linz    | Jonge Tarzan                   | Moshe Burmeister   | Thomas Van Praet     |
| Tony Goldwyn    | Volwassen Tarzan               | Peter Blok         | Pieter Embrechts     |
| Minnie Driver   | Jane Porter                    | Katja Schuurman    | Francesca Vanthielen |
| Rosie O'Donnell | Terk (Nederlands: Tuk)         | Plien van Bennekom | Els de Schepper      |
| Brian Blessed   | Clayton                        | Ernst Daniël Smid  | Vic De Wachter       |
| Nigel Hawthorne | Professor Archimedes Q. Porter | Piet Ekel          | Warre Borgmans       |
| Glenn Close     | Kala                           | Tanneke Hartzuiker | Anne Mie Gils        |
| Lance Henriksen | Kerchak                        | Peter Bolhuis      | Herbert Flack        |
| Taylor Dempsey  | jonge Tantor                   | Mila Teule         | Marie Pien           |
| Wayne Knight    | Volwassen Tantor               | Jack Wouterse      | David Davidse        |

## Achtergrond

### Afwijkingen van het boek
De film is gebaseerd op het boek Tarzan of the Apes, een avonturenroman uit 1912 geschreven door Edgar Rice Burroughs. De film vertoont echter een hoop verschillen met het boek:
- In het boek werden Tarzans ouders achtergelaten in Afrika. In de film zijn ze schipbreukelingen.
- In het boek wordt Tarzan opgevoed door apen die enkel omschreven worden als "de Grote Apen", en zijn de gorilla's juist de vijanden van deze Grote Apen. In de film wordt Tarzan door de gorilla's opgevoed.
- In het boek is Kerchak een van de antagonisten. Hij is het die Kala's originele baby en Tarzans echte vader doodt, niet Sabor.
- In het boek zijn vooral leeuwen de primaire roofdieren uit de jungle. In de film is dit een luipaard (met het patroon van een jaguar). Op dit punt heeft de Disneyfilm het bij het rechte eind daar in werkelijkheid leeuwen voorkomen op de savannes.
- In het boek sterft Tarzans echte moeder aan een natuurlijke dood.
- In het boek komt een Afrikaanse stam voor. Deze werd expres weggelaten uit de film daar hun rol uit het boek als te racistisch werd gezien (Tarzan doodt veel van de stamleden). De inheemsen komen wel voor in de op de film gebaseerde animatieserie, maar hebben hierin een positievere rol dan in het boek.
- In het boek is Kala reeds om het leven gekomen wanneer Tarzan volwassen is. In de film is ze de hele tijd in leven.
- Clayton is in het boek meer een sympathieke rivaal van Tarzan dan echt de primaire antagonist. Tevens zijn Clayton en Tarzan in het boek neven van elkaar.
- In het boek komen Jane en haar vader uit Maryland in de Verenigde Staten. In de film komen ze uit de Engelse hoofdstad Londen.

### Filmmuziek
De muziek in de film is geschreven door Phil Collins. Hij zingt ook de liedjes in de film. De Nederlandse vertaling van de liedjes worden gezongen door Bert Heerink. De Vlaamse versie wordt gezongen door Paul Michiels.
De Nederlandse versie
1. "Twee werelden" ("Two Worlds" - met Mark Mancina)
2. "Ik heb jou in mijn hart" ("You'll Be in My Heart" - met Mark Mancina)
3. "Mensenkind" ("Son of Man" - met Mark Mancina)
4. "Swingende puinhoop" ("Trashin' the Camp" - met Mark Mancina)
5. "Vreemden als ik" ("Strangers Like Me" - met Mark Mancina)
6. "Twee werelden (Reprise)" ("Two Worlds (Reprise)" - met Mark Mancina)
7. "You'll Be in My Heart" (single-versie - uitgevoerd door Phil Collins)
8. "Trashin' the Camp" (uitgevoerd door Phil Collins en *NSYNC)
9. "Strangers Like Me" (Top 40 Mix - uitgevoerd door Phil Collins)
10. "Son of Man" (single-versie - uitgevoerd door Phil Collins)
11. "Two Worlds" (single-versie - uitgevoerd door Phil Collins)
12. "Magische plek" ("A Wondrous Place" - soundtrack - met Mark Mancina)
13. "Hij lijkt op een aap en hij lijkt op een man" ("Moves Like An Ape, Looks Like A Man" - soundtrack - met Mark Mancina)
14. "Gorilla's" ("The Gorillas" - soundtrack - met Mark Mancina)
15. "Eén familie" ("One Family" - soundtrack - met Mark Mancina)
16. "Twee werelden (Finale)" ("Two Worlds (Finale)" - met Mark Mancina)

De Vlaamse versie
1. "Twee werelden" ("Two Worlds" - met Mark Mancina)
2. "Jij woont in mijn hart" ("You'll Be in My Heart" - met Mark Mancina)
3. "Mensenkind" ("Son of Man" - met Mark Mancina)
4. "Vertel me meer" ("Strangers Like Me" - met Mark Mancina)

De Engelse versie
1. "Two Worlds" (met Mark Mancina)
2. "You'll Be in My Heart" (met Mark Mancina)
3. "Son of Man" (met Mark Mancina)
4. "Trashin' the Camp" (met Mark Mancina)
5. "Strangers Like Me" (met Mark Mancina)
6. "Two Worlds (Reprise)" (met Mark Mancina)
7. "Trashin' the Camp" (uitgevoerd door Phil Collins en *NSYNC)
8. "You'll Be in My Heart" (single-versie - uitgevoerd door Phil Collins)
9. "Two Worlds" (single-versie - uitgevoerd door Phil Collins)
10. "A Wondrous Place" (soundtrack - met Mark Mancina)
11. "Moves Like an Ape, Looks Like a Man" (soundtrack - met Mark Mancina)
12. "The Gorillas" (soundtrack - met Mark Mancina)
13. "One Family" (soundtrack - met Mark Mancina)
14. "Two Worlds (Finale)" (met Mark Mancina)

### Vervolgen
De film werd opgevolgd door twee direct-naar-video-animatiefilms, Tarzan & Jane en Tarzan II, en een animatieserie, De legende van Tarzan.
In 2006 verscheen de Broadway-musical Tarzan, gebaseerd op de film.

### Trivia
- Wanneer een aap de professor uitschudt, kan men een koekje van Kleine Broer uit Mulan op de grond zien vallen.
- Tijdens het liedje Trashing the Camp kan het servies uit Belle en het Beest gezien worden op een van de tafels.

## Prijzen en nominaties
1999
- 10 Annie Awards:
  - Technical Achievement in the Field of Animation – gewonnen
  - Outstanding Achievement in an Animated Theatrical Feature
  - 2x Outstanding Individual Achievement for Character Animation
  - Outstanding Individual Achievement for Directing in an Animated Feature Production
  - Outstanding Individual Achievement for Effects Animation
  - Outstanding Individual Achievement for Music in an Animated Feature Production
  - Outstanding Individual Achievement for Production Design in an Animated Feature Production
  - Outstanding Individual Achievement for Storyboarding in an Animated Feature Production
  - Outstanding Individual Achievement for Voice Acting in an Animated Feature Production
  - Outstanding Individual Achievement for Writing in an Animated Feature Production
- De Bogey Award in Gold – gewonnen
- De Goldene Leinwand – gewonnen
- De Academy Award voor beste originele nummer (You'll Be in My Heart) - gewonnen

2000
- De ASCAP Award voor Most Performed Songs from Motion Pictures - gewonnen
- De ASCAP Award voor Top Box Office Films – gewonnen
- De Saturn Award voor beste fantasyfilm
- De BMI Film Music Award – gewonnen
- De Blockbuster Entertainment Award voor favoriete familiefilm
- De Blockbuster Entertainment Award voor favoriete soundtrack
- De Artios voor Best Casting for Animated Voiceover - Feature Film – gewonnen
- De Golden Globe voor beste originele lied – gewonnen
- De Grammy Award voor Beste soundtrackalbum – gewonnen
- De Grammy Award voor beste lied geschreven voor een film
- De Blimp Award voor Favorite Voice from an Animated Movie – gewonnen
- De Blimp Award voor Favorite Song from a Movie
- De Sierra Award voor beste animatiefilm
- De Sierra Award voor beste lied
- De Golden Reel Award voor Best Sound Editing - Animated Feature
- De Golden Reel Award voor Best Sound Editing - Music - Animation
- De Golden Satellite Award voor beste film, animatie of gemengde media
- De Young Artist Award voor Best Family Feature Film – Animated
- De Young Artist Award voor Best Performance in a Voice-Over (TV or Feature Film) - Young Actor